# Maurice Ronai
Maurice Ronai, né le 23 septembre 1951 à Paris, est un militant et expert des politiques numériques publiques, auteur de documentaires et ingénieur de recherche français. Il a été membre de la Commission nationale de l'informatique et des libertés (CNIL) de 2014 à 2019.

## Biographie
Après des études d’histoire et géographie, Maurice Ronai participe en 1976 à la création de la revue Hérodote, aux côtés d’Yves Lacoste.
Après des collaborations à Sciences et Avenir, Science et Vie et Le Monde diplomatique, il assure précocement la rédaction en chef de trois publications spécialisées dans les technologies de l’information: Vidéotex, Infotecture et Infotecture Europe.
Il publie, en 1979, avec Antoine Lefébure, au Monde Diplomatique, une des premières études consacrées aux enjeux économiques et géopolitiques des industries de l’information émergentes sous le titre « La Guerre des données ».
Il rejoint en 1982 la Mission interministérielle de l’information scientifique et technique (MIDIST), dont il dirige le département « Systèmes d’information ». Il représente la France, de 1982 à 1986, auprès du comité de l'information et de la documentation scientifiques et techniques (CIDST) des Communautés européennes, dont il assure la vice-présidence.
Directeur des études de la société Topiques, il rédige pour le compte de la DGXIII de la Commission Européenne en 1988 le Rapport annuel de la Commission au Conseil des Ministres sur le marché européen de l'information.
En 1990, il imagine Carte Expert, un agrégateur de sources d’information destiné aux entreprises. La société compte alors comme actionnaires le Crédit lyonnais (33 %) et Télésystèmes, une filiale de France-Télécom (33 %).
Il participe en 1990, avec Jacques Rosselin, à la création de Courrier international.
Il anime de 1993 à 1996, pour le compte de la Cofremca, aux côtés d'Alain de Vulpian, le programme euro-américain de prospective Sociovision.[source insuffisante]
Dans les années 90, il aide à promouvoir, en France, après de nombreux autres auteurs, les concepts de liberté et de gratuité d’accès aux données publiques, une préfiguration de l’open data: il publie, en 1996, Données Publiques, Accès, diffusion, commercialisation.
Chargé de mission au Commissariat général du Plan, il est rapporteur  du « livre blanc » Administration électronique et protection des données personnelles.
Ancien élève de l'Institut des hautes études cinématographiques, il est coauteur (avec Emilio Pacull) de deux documentaires, Opération Hollywood, consacré aux relations entre Hollywood et le Pentagone, et Mister President.
Maurice Ronai a été membre des comités de rédaction des revues Hérodote, Interférences et Le Débat stratégique.
Ingénieur de recherche à l'École des hautes études en sciences sociales (EHESS), qualifié par le Conseil national des universités (71e section) en 1998, il participe aux travaux du Groupe de sociologie de la défense (GSD), fondé par Alain Joxe. Dans ce cadre, il a coordonné la publication des Cahiers d'études stratégiques consacrés aux États-Unis. Il anime à l'EHESS un séminaire consacré aux  révolutions militaires.
Il crée en 1998 Temps réels, la section numérique du Parti socialiste. Délégué national du Parti socialiste pour les technologies de l'information de 2003 à 2008, il rejoint en 2006 l'équipe de campagne de Ségolène Royal. Étant l'un des conseillers de la candidate pour le numérique, il participe à la rédaction du rapport Rocard, République 2.0.
Il a été membre de la Commission nationale de l'informatique et des libertés (CNIL) de 2014 à 2019.
Il collabore à l'Observatoire du Conspirationnisme Conspiracy Watch depuis 2018.

## Filmographie
Auteur-réalisateur
- 1980 : Panne des sens (avec Louis Daquin, Caroline Champetier,  Alain Mamou-Mani, Jean-Jacques Kupiec) co-réalisé avec Dominique Chapuis[15]

- 2004 : Hollywood et le Pentagone (documentaire) coréalisé avec Emilio Pacull
- 2008: Mister President (documentaire) coréalisé avec Emilio Pacull

## Publications
Maurice Ronai a été le rapporteur du Livre Blanc Administration électronique et protection des données personnelles (rapporteur), La Documentation française, 2002
- Vers la Cité numérique[17], note de la fondation Jean-Jaurès, corédigé  avec Christian Paul et Jean-Noël Tronc, Fondation Jean Jaurès-Plon, 2002

### Direction d'ouvrages collectifs
- Données et modèles : Technopolitique de la crise sanitaire (co-direction) Enjeux Numériques. N° 21 Mars 2023
- Réponses numériques à la crise sanitaire, Enjeux numériques-Annales des Mines, Juin 2021 (coordination)
- Défis asymétriques et projection de puissance] (codir. avec Saida Beddar), Cahiers d'études stratégiques, no 25, 2e trimestre 1999.
- Le débat stratégique américain : contrôler l'Eurasie (codir. avec Alain Joxe), Cahiers d'études stratégiques, no 21, 2e trimestre 1998.
- Nouvelle pratique des alliances] (codir. avec Alain Joxe), Cahiers d'études stratégiques, no 20, 2e trimestre 1997.
- Données Publiques, Accès, diffusion, commercialisation dans Problèmes politiques et sociaux, no 773-774, 1er novembre 1996.
- Exploiter les données publiques dans Le Communicateur, no 32, 1996 (co-direction).
- Le mouvement des lycéens, Paris, Revue Partisans, Editions Maspéro, septembre 1969  (co-direction).

### Contributions à des revues et ouvrages collectifs
- Gestion numérique de la crise sanitaire : quelques enseignements. Au-delà des enjeux, quels avenirs ? Enjeux numériques. N° 20 - Décembre 2022

- Symbiose Hollywood-Pentagone : de Wings à Top Gun Maverick. Les lettres, les arts et la guerre : représentation(s) Chemins de mémoire. 2022

- Les campagnes présidentielles à l’heure du big data, L'Économie politique 2022/2 (N° 94)
- Vivre à Temps réels. Le renouvellement des pratiques militantes autour des TIC est-il possible au sein des partis de gouvernement ?[18] (avec Godefroy Beauvallet), Réseaux (n°129-130), 2005.
- Incorporer la protection de la vie privée dans les systèmes d’information, une alternative à la régulation par la loi ou par le marché (Avec Godefroy Beauvallet et Patrice Flichy), Revue Terminal, n°88, 2003.
- L'État comme machine informationnelle, Revue  française d'administration publique, Numéro 72, décembre 1994
- Le désert mode d'emploi (en collaboration avec Michel Korinman), Traverses, n°19, 1980
- Les Idéologies du Territoire, (en collaboration avec Michel Korinman) in Histoire des Idéologies, Hachette,Paris, 1977.
- Le Modèle Blanc (en collaboration avec Michel Korinman) in Histoire des Idéologies, Hachette, Paris, 1977.
- Un coup de dés jamais n’abolira le désert in Récits d’Espaces, Presses de l’École Normale Supérieure, Paris, 1981.
- Le nouvel ordre technologique  in Le Monde Vu d’Europe, Économica, 1989,Paris.
- Les infrastructures techno-servicielles  in Le Monde Vu d’Europe, Economica, 1989, Paris.
- Dans quelles langues livrer les résultats de la recherche ? Quelles langues pour quelle science ? Éditions La Découverte, 1990, Paris.
- Chapitres Une compétition mondiale, Les politiques publiques, Gérer et valoriser l’information publique in Information et compétitivité, Commissariat Général au Plan, 1990, Documentation Française, Paris.
- Les marchés de l’information électronique et Les transformations de l’industrie de l’information  in Les marchés de l’information documentaire, ADBS, 1991, Paris.